# Palazzo Marigliano
Il palazzo Marigliano o anche palazzo di Capua è un palazzo di Napoli: si innalza in via San Biagio dei librai ed ospita la sede della Soprintendenza archivistica e bibliografica della Campania.

## Storia

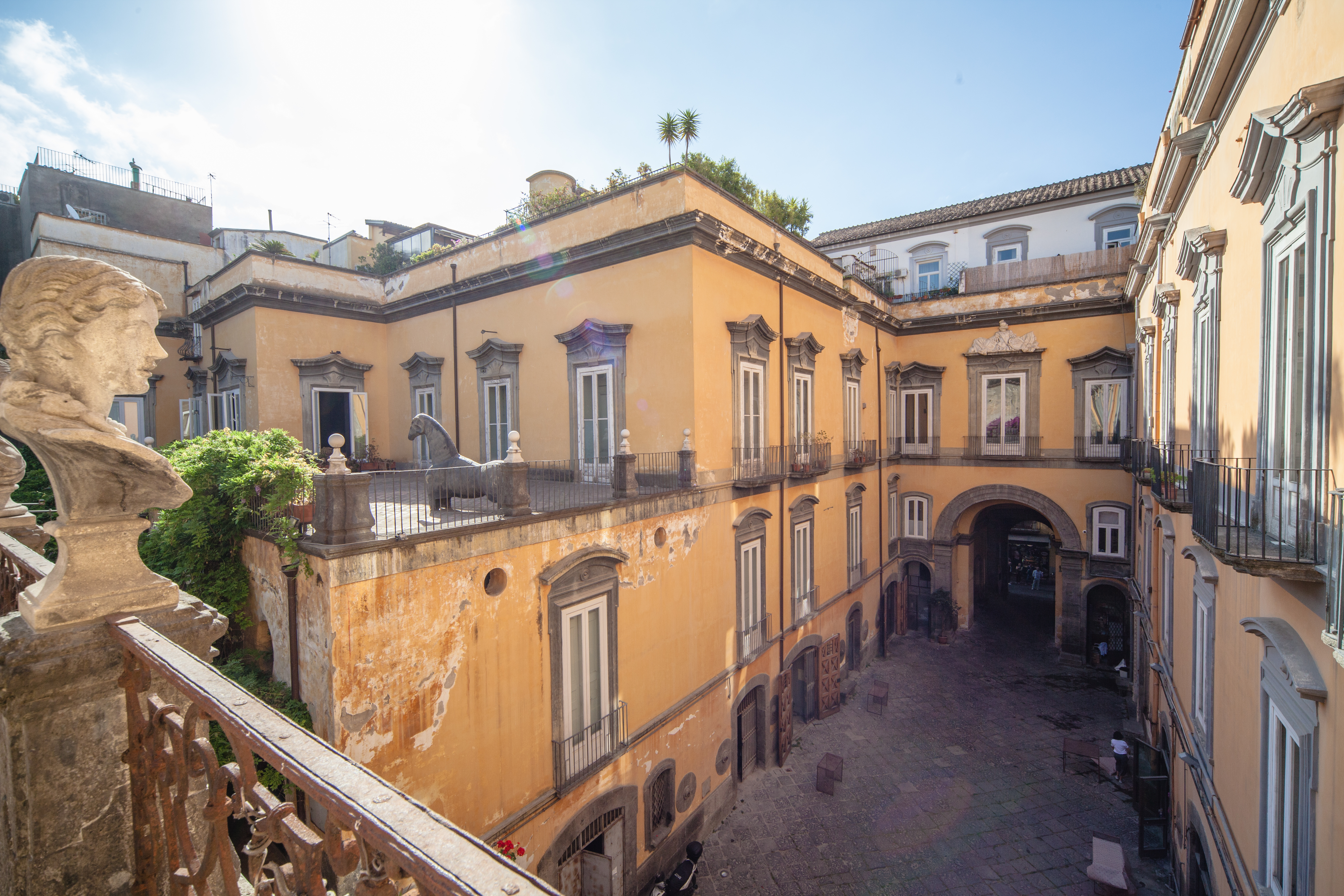
Cortile interno

Il palazzo fu costruito tra il 1512 e il 1513 su commissione di Bartolomeo di Capua, principe di Riccia e conte di Altavilla; il progetto venne affidato a Giovanni Francesco Mormando che realizzò un pregevole esempio di architettura rinascimentale napoletana. L'edificio divenne possedimento dei conti di Saponara e della famiglia Marigliano.
Tra il XVIII e il XIX secolo furono apportate sostanziali modifiche: la realizzazione del cortile settecentesco, impostato su due diverse quote collegate da una pregevole scala a doppia rampa, precedette le trasformazioni ottocentesche che portarono all'apertura di alcune botteghe in facciata e alla sostituzione, presso il portale d'ingresso, dei pilastri ionici con un'esile e semplice fascia di marmo.
Nell'atrio sono presenti due iscrizioni: una, alla sinistra dell'ingresso e parzialmente erosa, ricorda che nel palazzo visse Costanza Chiaramonte, moglie del re Ladislao d'Angiò-Durazzo e poi del principe Andrea di Capua; l'altra, a destra, ricorda la congiura di Macchia del 1701, ordita nel palazzo.

## Architettura

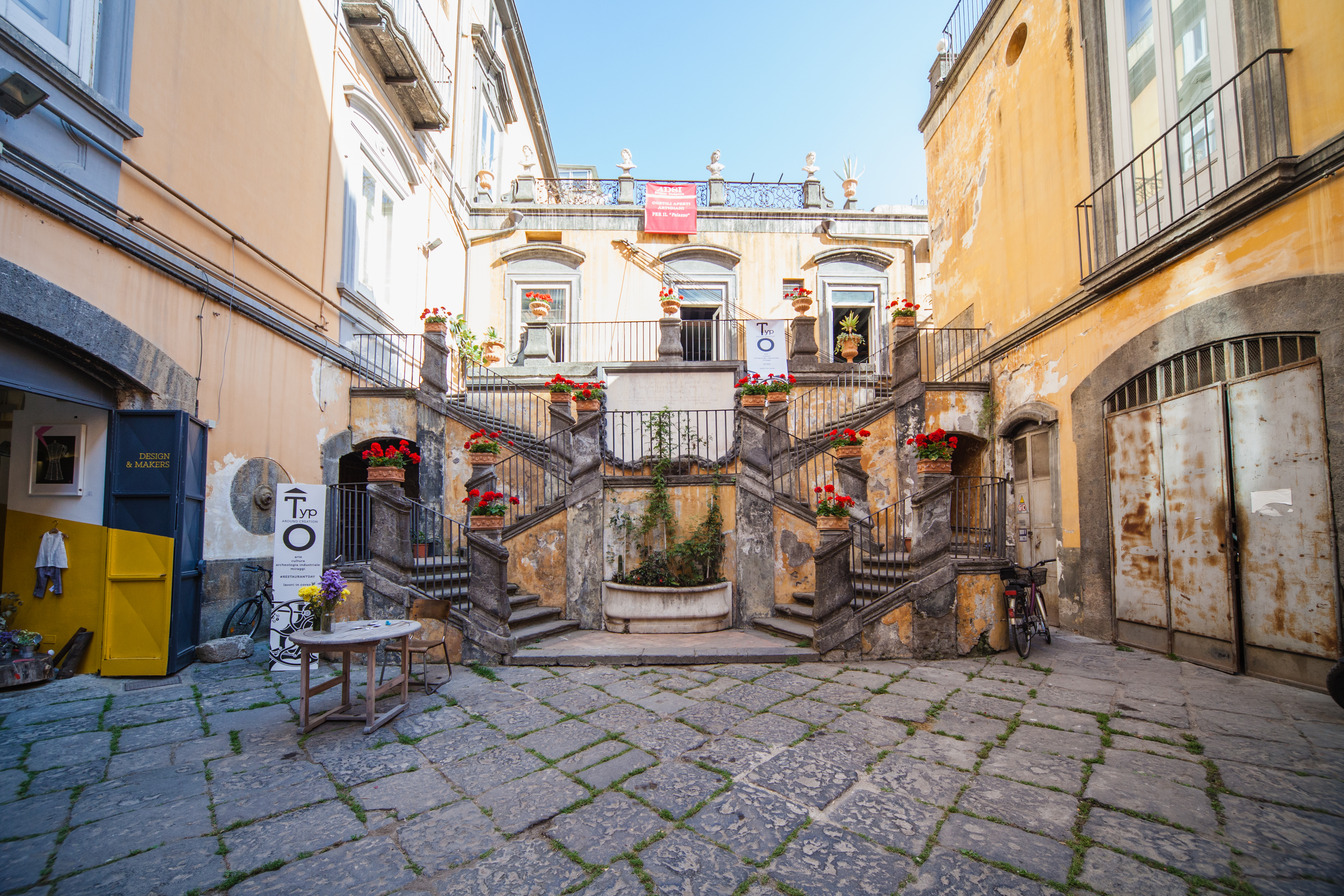
Scala del '700 a doppia rampa

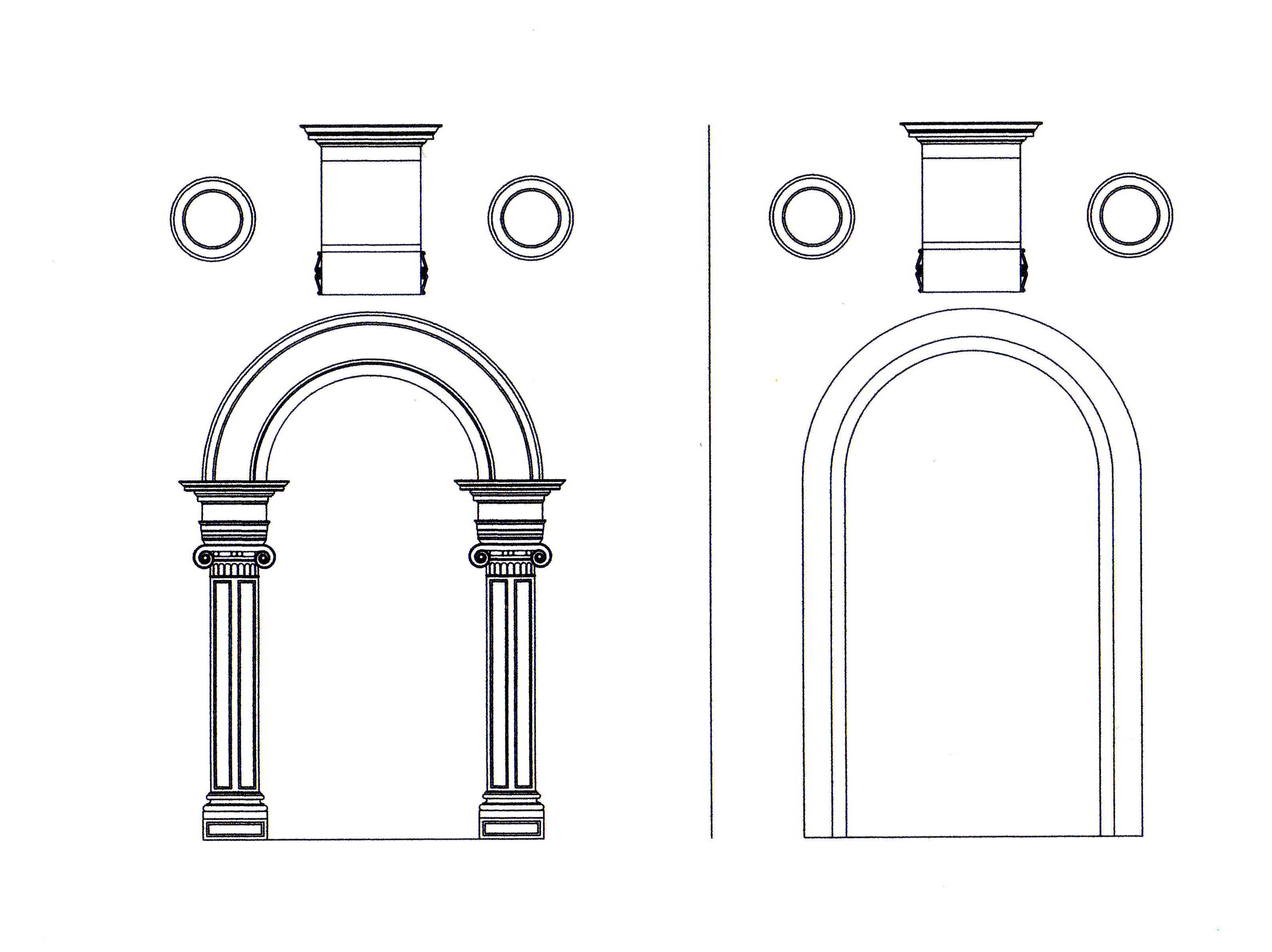
Il portale originale (a sinistra) e portale odierno (a destra) in un disegno CAD

La facciata è impostata su tre ordini poggiati sul basamento in piperno in cui sono state aperte le botteghe; il primo ordine è caratterizzato da semplici aperture rettangolari, il secondo, invece, da finestre ad arco tutto sesto poggianti su pilastri con ordine architettonico e distanziate da lesene composite scanalate.
Nel piano nobile, corrispondente con il terzo e ultimo ordine, ci sono cinque finestre con cornici marmoree e architravi con decorazioni a dentelli e ovuli; particolare è la scritta memini che ritroviamo su di esse e sul portale cinquecentesco.
Nel cortile interno, della struttura originaria è rimasto solo il portale della scala, che ripete la stessa decorazione degli esterni; il resto del cortile assume l'aspetto barocco determinato dalle decorazioni e dai rimaneggiamenti apportati nel corso del Settecento.
Nell'interno sono ancora conservate alcune parti della dimora rinascimentale come le travi lignee decorate, resti di affreschi nella cappella gentilizia, un capino cinquecentesco e alcune porte decorate.

## Opere d'arte
Negli ambienti del piano nobile ci sono resti di affreschi di Francesco De Mura.